# イサキ

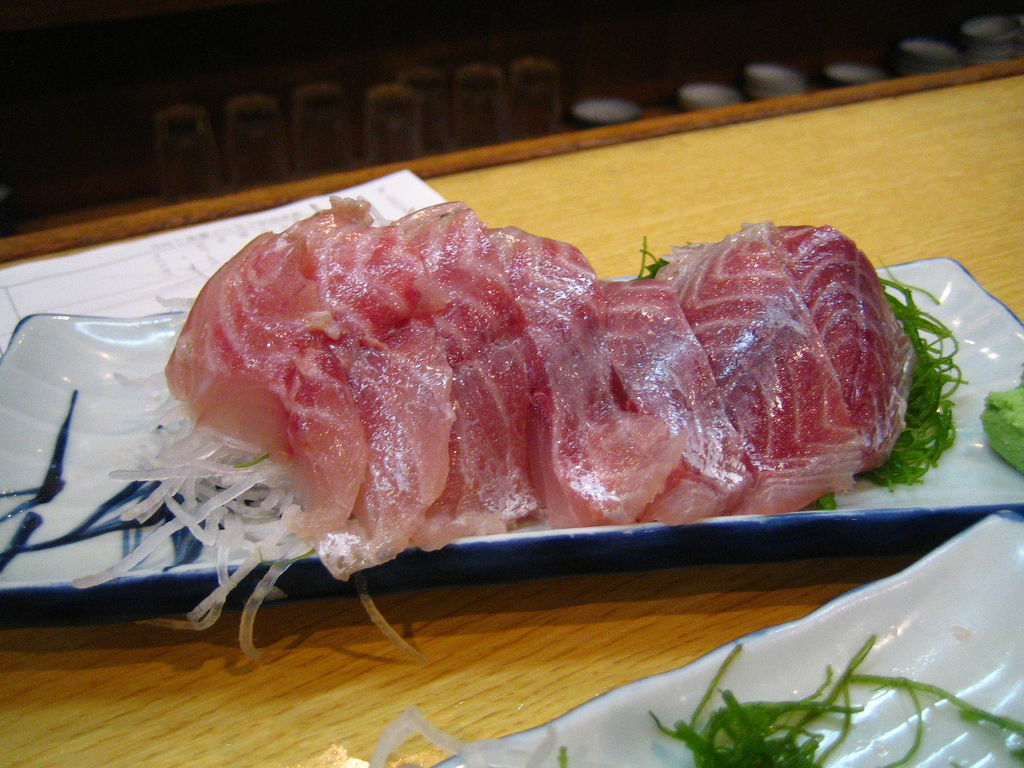
イサキの刺身

イサキ（伊佐木、伊佐幾、鶏魚、学名 Parapristipoma trilineatum ）は、スズキ目イサキ科に属する海水魚の一種。東アジア沿岸の岩礁域に生息する魚で、食用や釣りの対象として人気が高い。

## 特徴
成魚は全長40センチメートルに達する。体型はやや前後に細長い紡錘形で側扁する。体表は細かい鱗が密集し、ザラザラしている。成魚の体色はオリーブがかった褐色だが、幼魚は体側の上半分に黄色の縦縞が3本ある。縦縞は成長とともに薄れるが、成魚でも春夏には縦縞が出現する。夜行性の魚でもある。
東北地方（宮城県）以南の日本沿岸、黄海、東シナ海、南シナ海に分布する。南西諸島沿岸は分布しないとされるが、奄美大島や沖縄本島にも生息するとした文献もある。
海藻が多い岩礁域に生息し、群れをつくる。昼は水深50メートルほどまでの深みに潜むが、夜になると海面近くまで泳ぎ出す。食性は肉食性で、小魚・甲殻類・多毛類等の小動物を捕食する。
産卵期は夏で、直径0.8 - 0.9ミリメートルほどの分離浮性卵を産卵する。1匹のメスの産卵数は、体の大きさにもよるが、全長30センチメートルの場合で128万粒ほどとみられる。卵は海中を漂いながら1日ほどで孵化し、稚魚はプランクトンを捕食しながら成長する。稚魚は海岸の浅い所で群れを作って生活するが、成長するにつれて深みに移る。オスは生後2年で成熟し、4年目には全て成熟する。

## 名称
標準和名「イサキ」は磯に棲むことに因んだ「磯魚」（イソキ）、または幼魚の縞に因んだ「班魚」（イサキ）に由来すると云われ、これに「伊佐木」「伊佐幾」という漢字が当てられている。もう一つの漢字「鶏魚」は背鰭の棘条がニワトリの鶏冠に似るためという説があり、これは英名"Chicken grunt"も同じである。gruntはブーブー鳴くことの意味であるが、これはイサキ科の魚は釣り上げられるとグーグー鳴くことに由来する為であるとされる。
他に日本での地方名として、オクセイゴ（東北地方）、イサギ（東京）、クロブタ（神奈川）、コシタメ（静岡）、エサキ（北陸-山陰）、ウズムシ（近畿）、カジヤコロシ（和歌山県南紀）、イセギ（高知）、イッサキ（九州）、ハンサコ（大分-宮崎）、ハタザコ、ショフ、ジンキ（宮崎）、ソフ（鹿児島県内之浦）、クチグロマツ（奄美大島）などがある。南紀での呼称「カジヤゴロシ」（鍛冶屋殺し）は、イサキの骨が非常に硬く、骨が喉に刺さって死んだ鍛冶屋がいたことからその名が付いたと云われる。九州での呼称「イッサキ」は「一先」という字を当てられることが多い。
幼魚は黄色の縦縞模様がイノシシの子に似ていることから、各地でウリボウ、ウリンボウ、イノコなどと呼ばれる。大分では幼魚をウドゴと呼ぶ。

## 人との関わり
釣りや定置網、刺し網などで漁獲される。旬は初夏で、この頃のイサキを麦わらイサキ、梅雨イサキとも呼ぶ。

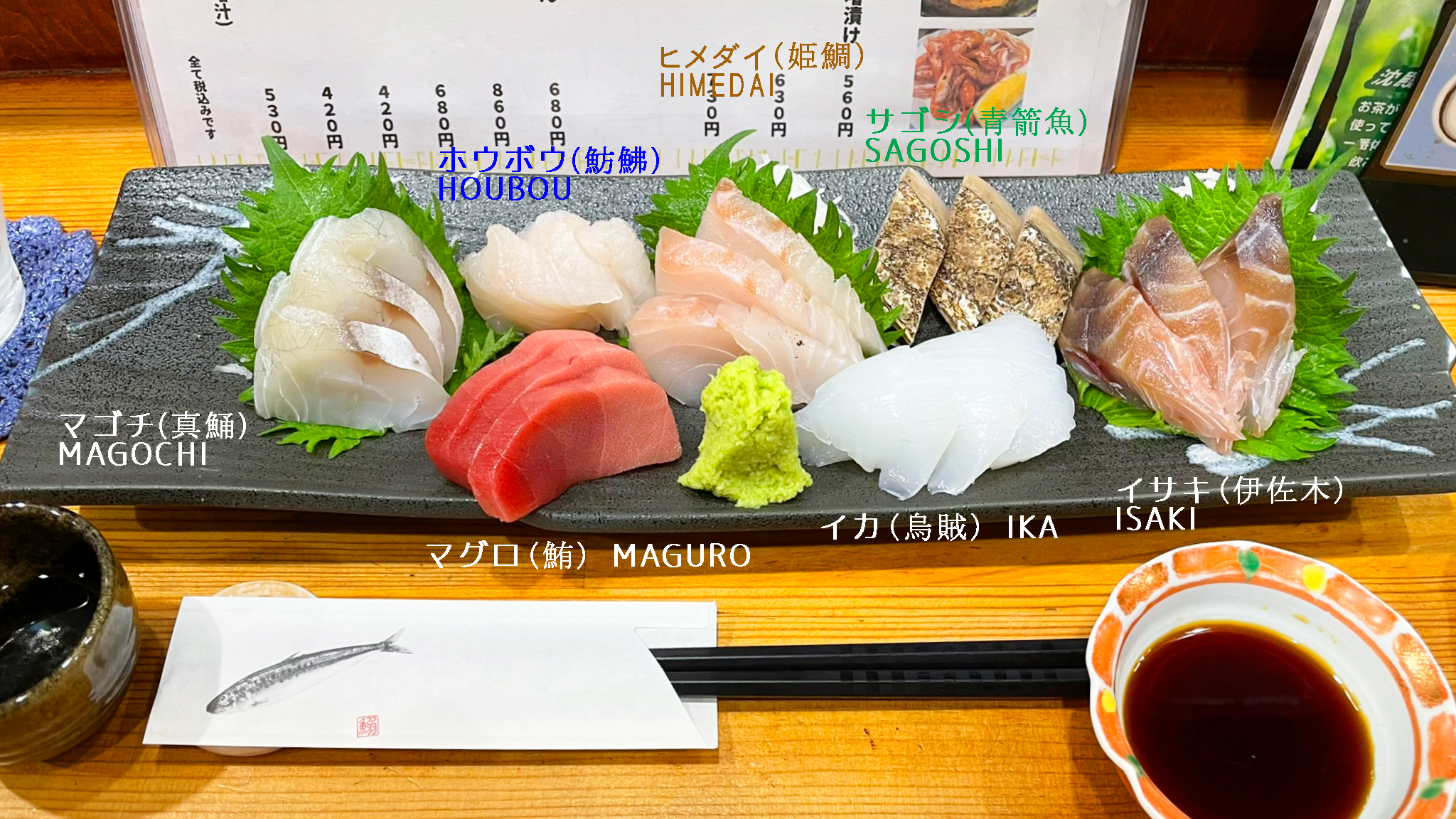
刺身の盛り合わせ。右端がイサキ。他の白身魚より色が濃い

身は白身で、マダイよりは柔らかくて脂肪が多い。刺身・焼き魚・煮魚・唐揚げなどいろいろな料理で食べられる。水揚げしたイサキは目が濁りやすいので、目の濁り具合は鮮度の判断基準にならない。近年養殖技術の研究がなされ、市場にも養殖ものが流通している。

### 食中毒
中国から輸入した中間種苗を国内で養殖したカンパチ・イサキからアニサキス幼虫の寄生が高頻度に認められたとの報告があり、厚生労働省では中国産中間種苗に由来する養殖魚に注意を呼びかけている。

## 類似種
シマイサキ（縞伊佐木） Rhyncopelates oxyrhynchus は西日本以南の汽水域でよく見られる。体に縦縞模様があり、名前にも「イサキ」とあるが、イサキ科ではなくシマイサキ科 (Teraponidae) で、イサキとはまた別物の魚である。